# Мизиц
Мизиц (нем. Miesitz) — община в Германии, в земле Тюрингия. 
Входит в состав района Заале-Орла. Подчиняется управлению Триптис.  Население составляет 299 человек (на 31 декабря 2010 года). Занимает площадь 4,42 км².